# میخ‌پنجه قهوه‌ای
میخ‌پنجه قهوه‌ای (نام علمی: Centropus andamanensis) نام یک گونه از سرده میخ‌پنجه است.